# رون هولاند
رون هولاند (بالإنجليزية: Ron Holland) هو مهندس نيوزيلندي، ولد في 1947 في أوكلاند في نيوزيلندا.